# 九州リーグ (野球)
野球の九州リーグ（きゅうしゅうリーグ）は、
1. 長崎セインツ代表だった地頭薗哲郎が九州と山口県で計画していたプロ野球独立リーグ
2. 九州にある日本野球連盟加盟の社会人野球クラブチームによる自主運営型地域リーグ

の2つがある。

## 独立リーグ構想
クラブチームの佐世保ドリームスターズを母体に長崎セインツを発足させた地頭薗哲郎は、他の九州および山口県のクラブチーム（長崎を含め全8チーム）をプロ化して独立リーグとする構想を持っており、これを九州リーグと仮称していた。2008年4月のスタートをめざし、2007年には四国アイランドリーグ（当時）との間で業務提携もおこなった。しかし、後述のように他のクラブチームはプロ化を選択せず、2007年10月に長崎と福岡の球団が四国アイランドリーグに加入し、2008年から「四国・九州アイランドリーグ」として運営することが発表された。福岡については、九州リーグ構想で受け皿とされていた福岡オーシャンズ9とは別に新球団を発足させることとなり、同年11月に福岡レッドワーブラーズとして発足した。リーグは2007年12月1日より正式に「四国・九州アイランドリーグ」に名称が変更され、九州オフィスが福岡に設置された。地頭薗はリーグの理事会の専務理事に就任した。このため、独自運営の九州リーグ構想は実現しなかった。

## 社会人地域リーグ
2009年に宮崎ゴールデンゴールズ・薩摩・大分ソーリンズ野球倶楽部・八代レッドスター硬式野球クラブの4県4チームで、南九州リーグとして開幕した。
上記のように、九州内の各社会人野球クラブチームにプロ化の誘いもあったが、すでに社会人として地域で働きながら活動する各クラブチームは、そのままのアマチュアとしてリーグを立ち上げることを選択。まずは南九州の4チームで自主的にスタートさせた。
2010年には、北九州市民硬式野球クラブ、嘉麻市バーニングヒーローズ、福岡ベースボールクラブ、BAN BASEBALL CLUBの2県4チームによる北部九州リーグが開幕。南九州1位、2位、北部九州1位、2位による全九州チャンピオンシップ（宮崎県えびの市）が11月中旬に行われた。
リーグへの参加はクラブチームであることが条件だが、あくまでも賛同したチームによる自主運営型のため、加入していないクラブチームも存在する。
公式戦として、以前は全日本クラブ野球選手権大会、都市対抗野球大会、社会人野球日本選手権大会と3大会の予選に参加出来たが、秋の日本選手権予選がなくなり試合数が事実上減少。年間を通じての試合確保のためにも各チーム間で日程を話し合い、また個人タイトル表彰、NPBとの対戦等を行うなどしてリーグ活性化につとめている。
北部九州リーグ開幕とともに、同じ自主運営型による中四国クラブ野球リーグも2010年に発足。九州と異なり、中四国は日本野球連盟もバックアップを行っている。これらのクラブチームによる自主運営型リーグは最終的に全国に輪が広がることを目的としており、その呼称をニッポン!リーグと呼ぶこともある。
2010年11月末には、全九州チャンピオンシップの1位・2位、中四国クラブ野球リーグの1位・2位とによる第1回西日本チャンピオンシップ（北九州市）が実施された。
2011年、福岡オーシャンズ9が北部に新加入、2012年、佐賀ヴィクトリー（現・ビクトリークロウ）が北部に、九州工科自動車専門学校が南にそれぞれ加入した。その後北部には佐賀魂も参加している。
南九州については、2014年の第5回までの開催は確認できるが、以後は確認できず、参加チームのうち八代レッドスター硬式野球クラブは2018年に、宮崎ゴールデンゴールズと薩摩と大分ソーリンズは2019年にそれぞれ活動を休止（大分については解散）し、九州工科自動車専門学校以外のチームは消滅した。一方北部九州リーグは2022年時点まで活動を継続していたが、2023年以降の活動についてはウェブサイトに記載されていない。

### 参加チーム
南九州リーグ
- 宮崎ゴールデンゴールズ（宮崎県）
- 薩摩（鹿児島県）
- 八代レッドスター硬式野球クラブ（熊本県）
- 大分ソーリンズ野球倶楽部（大分県）
- 九州工科自動車専門学校（熊本県）

北部九州リーグ
- 北九州市民硬式野球クラブ（福岡県）
- 嘉麻市バーニングヒーローズ（福岡県）
- 福岡ベースボールクラブ（福岡県）
- BAN BASEBALL CLUB（大分県）
- 福岡オーシャンズ9（福岡県）
- ビクトリークロウ（佐賀県）
- 佐賀魂（佐賀県）

### チャンピオンシップ優勝チーム
全九州チャンピオンシップ
- 第1回（2010年・えびの市）優勝＝BAN BASEBALL CLUB
- 第2回（2011年・えびの市）優勝＝北九州市民硬式野球クラブ
- 第3回（2012年・北九州市）優勝＝嘉麻市バーニングヒーローズ

西日本チャンピオンシップ
- 第1回（2010年・北九州市）優勝＝鳥取キタロウズ
- 第2回（2011年・北九州市）東日本大震災の影響で中止
- 第3回（2012年・北九州市）優勝＝MJG島根

## 独立リーグに関するその後の動き

### 四国アイランドリーグplus
九州2球団のアイランドリーグ加盟が発表された当時の報道では、両球団は四国アイランドリーグの運営会社であるIBLJとは別の運営会社に所属し、両社が業務提携してリーグ運営に当たる予定とされていたが、九州独自の運営会社は具体化せず、2008年のシーズンは九州オフィスの形で運営に当たった。また、両球団の加盟発表時には、2009年からは宮崎のチームを加入させ、将来は西日本16チームでリーグ戦を行う構想も明らかにされていた。
このように、四国・九州アイランドリーグの枠内で九州の独立リーグを目指す形となった。2008年1月になって、宮崎については専門学校の宮崎総合学院を経営する川越宏樹が球団創設に向けて準備中であると報じられた。2008年10月31日、アイランドリーグの鍵山誠CEOは、宮崎の加入は、同じく構想のある岡山とともに2010年を目指して準備中との見解を示した。
2009年1月30日をもって、九州オフィスは「所期の目的を果たした」として閉鎖されることになり、リーグ運営は高松市の四国オフィスに一本化された。
2009年10月30日、アイランドリーグの鍵山誠CEOは来年度から創設する「準加盟球団」として宮崎県の球団がリーグ戦加盟への準備を行う形で参加することを明らかにし、2011年からのリーグ戦加盟を目指すとしていた。また、同じく新設される「準備室開設段階球団」として熊本県での準備が進められていることも明言した。
一方、福岡は経営難から2010年度はリーグ戦を行わない準加盟球団に降格、長崎もやはり経営難から2010年限りでリーグから撤退した。復帰をめざしていた福岡は2011年のリーグ戦参加の見送りが事実上決まり、リーグ戦から2年で九州の球団が姿を消すことになった。2012年度以降も、九州からはリーグ戦不参加の状態が続いている。
その後、リーグウェブサイトではリニューアルにより、「準加盟球団」「準備室開設球団」の記述自体がなくなった。

### 九州アジアリーグ
2020年になり、社会人野球チームの熊本ゴールデンラークスが中心となり、2021年から九州アジアリーグとしてリーグ戦を実施することになった。九州に独立リーグチームが設置されるのは長崎セインツの解散以来11年ぶりで、九州に本拠の事務局が置かれる独立リーグは初となる。